# Stanična dioba
Stanična dioba je vrsta biološkog procesa u kojem se roditeljska stanica dijeli u dvije ili više stanica kćeri. Stanična je dioba obično dio većeg procesa staničnog ciklusa.
Staničnu diobu čine procesi mitoze u kojoj se dijeli stanična jezgra i citokineza u kojoj se dijeli citoplazma.
Kod eukariota postoje dvije vrste stanične diobe: vegetativna dioba, gdje je stanica kćer genski istovjetna roditeljskoj (mitoza), i redukcijska dioba, gdje je broj kromosoma stanice kćeri prepolovljen radi stvaranja haploidnih gameta (mejoza). Kod mitoze slijedi citokineza kojom se završava ovaj oblik stanične diobe, a kod mejoze redukcijska diobena faza mejoza I završava citokinezom nakon koje slijedi ekvacijska diobena faza mejoza II.
Mejoza rezultira četirima haploidnim stanicama kćerima prolazeći kroz jedan krug repliciranja DNK nakon čega slijede dvije diobe: homologni kromosomi se dijele u prvoj diobi, a sestrinske kromatide u drugoj. Oba ciklusa stanične diobe su kod organizama koji se spolno razmnožavaju, i za oba se vjeruje da je bio postojao kod zadnjeg eukariotskog zajedničkog pretka. Prokarioti također prolaze vegetativnu staničnu diobu pod imenom binarna dioba, pri kojoj se genski materijal jednako dijeli između dviju stanica kćeriju. Kod svih staničnih dioba bez obzira na vrstu organizma prethodi jedan krug repliciranja DNK.
Kod jednostavnih jednostaničnih organizama kao što su amebe, stanična dioba je isto što i reprodukcija, jer nastaje nova jedinka. U većim mjerilima, mitotska stanična dioba može stvoriti potomstvo iz višestaničnih organizama, kao što su biljke koje rastu iz reznica. Stanična dioba omogućuje organizmima koji se spolno razmnožavaju razviti se iz jedne stanice zigote, koja je nastala staničnom diobom gameta. Nakon rasta, stanična dioba omogućava neprekidni rast i popravke organizma.
Stanična dioba se vrši prema pravilima konačne subdivizije.
Primarna zadaća stanične diobe je održavanje izvornog staničnog genoma. Prije nego što se stanica počne dijeliti, genska informacija koja je pohranjena u kromosomima mora se replicirati, a udvostručeni genom mora biti čisto odvojen između stanica. Veliki udio stanične infrastrukture uključen je u održavanju genomske informacije konzistentnom između "generacija".